# Campeonato Mundial de Atletismo Júnior de 2012
O Campeonato Mundial de Atletismo Júnior de 2012 foi o evento esportivo organizado pela Federação Internacional de Atletismo (IAAF) em Barcelona, Espanha, entre 10 e 15 de julho de 2012, para atletas classificados como juniores com até 19 anos de idade, nascidos a partir de 1993. O torneio vem sendo disputado a cada dois anos desde 1986 e esta foi sua 14ª edição.
Um total de 44 modalidades atléticas foram disputadas, 22 masculinas e 22 femininas.

## Medalhistas

### Masculino
| Evento                                 | Ouro                                                                      | Ouro      | Prata                                                                 | Prata     | Bronze                                                                            | Bronze    |
| 100 m detalhes                         | GBR Adam Gemili                                                           | 10s05     | USA Aaron Ernest                                                      | 10s17     | JAM Odane Skeen                                                                   | 10s28     |
| 200 m detalhes                         | TCA Delano Williams                                                       | 20s48     | USA Aaron Ernest                                                      | 20s53     | USA Tyreek Hill                                                                   | 20s54     |
| 400 m detalhes                         | DOM Luguelín Santos                                                       | 44s85     | USA Arman Hall                                                        | 45s39     | AUS Steven Solomon USA Aldrich Bailey                                             | 45s52     |
| 800 m detalhes                         | BOT Nigel Amos                                                            | 1m43s79   | KEN Timothy Kitum                                                     | 1m44s56   | KEN Edwin Kiplagat Melly                                                          | 1m44s79   |
| 1500 m detalhes                        | QAT Hamza Driouch                                                         | 3m39s04   | KEN Hillary Cheruiyot Ngetich                                         | 3m40s39   | MAR Abdelhadi Labâli                                                              | 3m40s60   |
| 5000 m detalhes                        | ETH Muktar Edris                                                          | 13m38s95  | ERI Abrar Osman Adem                                                  | 13m40s52  | KEN Wiliam Malel Sitonik                                                          | 13m40s52  |
| 10000 m detalhes                       | ETH Yigrem Demelash                                                       | 28m16s07  | KEN Philemon Kipchilis Cheboi                                         | 28m23s98  | KEN Geoffrey Kipkorir Kirui                                                       | 28m30s47  |
| 110 m com barreiras detalhes           | CUB Yordan Luis O'Farrill                                                 | 13s18     | AUS Nicholas Hough                                                    | 13s27     | FRA Wilhem Belocian                                                               | 13s29     |
| 400 m com barreiras detalhes           | USA Eric Futch                                                            | 50s24     | JPN Takahiro Matsumoto                                                | 50s41     | KSA Ibrahim Mohammed Saleh                                                        | 50s47     |
| 3000 m com obstáculo detalhes          | KEN Conseslus Kipruto                                                     | 8m06s10   | KEN Gilbert Kiplangat Kirui                                           | 8m19s94   | MAR Hicham Sigueni                                                                | 8m30s14   |
| Revezamento 4x100 m detalhes           | USA Estados Unidos Tyreek Hill Aldrich Bailey Arthur Delaney Aaron Ernest | 38s67     | JAM Jamaica Tykwendo Tracey Odane Skeen Jevaughn Minzie Jazeel Murphy | 38s97     | JPN Japão Kazuma Oseto Akiyuki Hashimoto Aska Cambridge Kazuki Kanamori           | 39s02     |
| Revezamento 4x400 m detalhes           | USA Estados Unidos Quincy Downing Aldrich Bailey Chidi Okezie Arman Hall  | 3m03s99   | POL Polônia Karol Zalewski Rafał Smoleń Piotr Kuśnierz Patryk Dobek   | 3m05s05   | TRI Trinidad e Tobago Asa Guevara Jereem Richards Brandon Benjamin Machel Cedenio | 3m06s32   |
| Marcha atlética 10 km detalhes         | COL Éider Arévalo                                                         | 40m09s74  | RUS Aleksandr Ivanov                                                  | 40m12s90  | CHN Su Guanyu                                                                     | 40s16s87  |
| Salto com vara detalhes                | BRA Thiago Braz da Silva                                                  | 5,55 m    | CRO Ivan Horvat                                                       | 5,55 m    | CAN Shawnacy Barber                                                               | 5,55 m    |
| Salto em distância detalhes            | RUS Sergey Morgunov                                                       | 8,09 m    | DEN Andreas Trajkovski                                                | 7,82 m    | USA Jarrion Lawson                                                                | 7,64 m    |
| Salto triplo detalhes                  | CUB Pedro Pichardo                                                        | 16,79 m   | RUS Artem Primak                                                      | 16,60 m   | BAH Latario Collie-Minns                                                          | 16,37 m   |
| Salto em altura detalhes               | BLR Andrei Churyla                                                        | 2,24 m    | GER Falk Wendrich                                                     | 2,24 m    | BAH Ryan Ingraham                                                                 | 2,24 m    |
| Arremesso de peso (6 kg) detalhes      | NZL Jacko Gill                                                            | 22,20 m   | POL Krzysztof Brzozowski                                              | 21,78 m   | AUS Damien Birkinhead                                                             | 21,14 m   |
| Lançamento de disco (1,75 kg) detalhes | JAM Fedrick Dacres                                                        | 62,80 m   | POL Wojciech Praczyk                                                  | 62,75 m   | RSA Gerhard de Beer                                                               | 61,57 m   |
| Lançamento de martelo (6 kg) detalhes  | QAT Ashraf Amgad Elseify                                                  | 85,57 m   | HUN Bence Pásztor                                                     | 76,74 m   | UZB Suhrob Khodjaev                                                               | 76,16 m   |
| Lançamento de dardo detalhes           | TRI Keshorn Walcott                                                       | 78,64 m   | ARG Braian Toledo                                                     | 77,09 m   | RSA Morné Moolman                                                                 | 76,29 m   |
| Decatlo júnior detalhes                | USA Gunnar Nixon                                                          | 8018 pts. | AUS Jake Stein                                                        | 7951 pts. | NED Tim Dekker                                                                    | 7815 pts. |

### Feminino
| Evento                                 | Ouro                                                                         | Ouro      | Prata                                                                         | Prata     | Bronze                                                                           | Bronze    |
| 100 m detalhes                         | BAH Anthonique Strachan                                                      | 11s20     | TUR Nimet Karakuş                                                             | 11s36     | BRA Tamiris de Liz                                                               | 11s45     |
| 200 m detalhes                         | BAH Anthonique Strachan                                                      | 22s53     | USA Olivia Ekpone                                                             | 23s15     | USA Dezerea Bryant                                                               | 23s15     |
| 400 m detalhes                         | USA Ashley Spencer                                                           | 50s50     | GUY Kadecia Baird                                                             | 51s04     | USA Erika Rucker                                                                 | 51s10     |
| 800 m detalhes                         | USA Ajee' Wilson                                                             | 2m00s91   | GBR Jessica Judd                                                              | 2m00s96   | MAR Manal El Bahraoui                                                            | 2m03s09   |
| 1500 m detalhes                        | KEN Faith Chepngetich Kipyegon                                               | 4m04s96   | SRB Amela Terzićh                                                             | 4m07s59 , | ETH Senbere Teferi                                                               | 4m08s28   |
| 3000 m detalhes                        | KEN Mercy Chebwogen                                                          | 9m08s88   | ETH Hiwot Gebrekidan                                                          | 9m09s27   | GBR Emelia Gorecka                                                               | 9m09s43   |
| 5000 m detalhes                        | ETH Buze Diriba                                                              | 15m32s94  | ETH Ruti Aga                                                                  | 15m32s95  | KEN Agnes Jebet Tirop                                                            | 15m36s74  |
| 100 m com barreiras detalhes           | USA Morgan Snow                                                              | 13s38     | SUI Noemi Zbären                                                              | 13s42     | RUS Ekaterina Bleskina                                                           | 13s43     |
| 400 m com barreiras detalhes           | JAM Janieve Russell                                                          | 56s62     | FRA Aurelie Chaboudez                                                         | 57s14     | USA Kaila Barber                                                                 | 57s63     |
| 3000 m com obstáculo detalhes          | KEN Daisy Jepkemei                                                           | 9m47s22   | ETH Tejinesh Gebisa                                                           | 9m50s51   | KEN Stella Jepkosgei Rutto                                                       | 9m50s58   |
| Revezamento 4x100 m detalhes           | USA Estados Unidos Morgan Snow Dezerea Bryant Jennifer Madu Shayla Sanders   | 43s89     | GER Alemanha' Alexandra Burghardt Ida Mayer Katharina Grompe Jessie Maduka    | 44s24     | BRA Brasil Camila de Souza Tamiris de Liz Nathalia da Rosa Jessica Dos Reis      | 44s29     |
| Revezamento 4x400 m detalhes           | USA Estados Unidos Erika Rucker Olivia Ekpone Kendall Baisden Ashley Spencer | 3m30s01   | JAM Jamaica Sandrae Farquharson Olivia James Shericka Jackson Janieve Russell | 3m32s97   | RUS Rússia Yana Glotova Alina Galitskaya Yuliya Koltachikhina Ekaterina Renzhina | 3m36s42   |
| Marcha atlética 10 km detalhes         | RUS Ekaterina Medvedeva                                                      | 45m41s74  | RUS Nadezhda Leontyeva                                                        | 45m43s64  | COL Sandra Arenas                                                                | 45s44s46  |
| Salto com vara detalhes                | SWE Angelica Bengtsson                                                       | 4,50 m    | AUS Elizabeth Parnov                                                          | 4,30 m    | ITA Roberta Bruni                                                                | 4,20 m    |
| Salto em distância detalhes            | GBR SKatarina Johnson-Thompson]                                              | 6,81 m    | GER Lena Malkus                                                               | 6,80 m    | GBR Jazmin Sawyers                                                               | 6,67 m    |
| Salto triplo detalhes                  | ESP Ana Peleteiro                                                            | 14,17m    | LTU Dovilė Dzindzaletaitė                                                     | 14,17 m , | CUB Liuba Zaldívar                                                               | 13,90 m   |
| Salto em altura detalhes               | ITA Alessia Trost                                                            | 1,91 m    | SEY Lissa Labiche                                                             | 1,88 m    | RUS Mariya Kuchina                                                               | 1,88 m    |
| Arremesso de peso (6 kg) detalhes      | GER Shanice Craft                                                            | 17,15 m   | CHN Gao Yang                                                                  | 16,57 m   | CHN Bian Ka                                                                      | 16,48 m   |
| Lançamento de disco (1,75 kg) detalhes | GER Anna Rüh                                                                 | 62,38 m   | POL Shanice Craft                                                             | 60,42 m   | USA Shelbi Vaughan                                                               | 60,07 m   |
| Lançamento de martelo (6 kg) detalhes  | FRA Alexandra Tavernier                                                      | 70,62 m   | FRA Alexia Sedykh                                                             | 67,34 m   | BLR Alena Navahrodskaya                                                          | 67,13 m   |
| Lançamento de dardo detalhes           | SWE Sofi Flinck                                                              | 61,40 m , | CHN Liu Shiying                                                               | 59,20 m   | SRB Marija Vučenović                                                             | 57,12 m   |
| Heptatlo júnior detalhes               | CUB Yorgelis Rodríguez                                                       | 5966 pts. | HUN Xénia Krizsán                                                             | 5957 pts. | BRA Tamara de Sousa                                                              | 5900 pts. |

## Quadro de medalhas
País sede destacado.
| Ordem | País                 | Ouro | Prata | Bronze |     |
| 1     | Estados Unidos       | 9    | 4     | 7      | 20  |
| 2     | Quénia               | 4    | 4     | 5      | 13  |
| 3     | Etiópia              | 3    | 3     | 1      | 7   |
| 4     | Cuba                 | 3    |       | 1      | 4   |
| 5     | Alemanha             | 2    | 4     |        | 6   |
| 6     | Rússia               | 2    | 3     | 3      | 8   |
| 7     | Jamaica              | 2    | 2     | 1      | 5   |
| 8     | Grã-Bretanha         | 2    | 1     | 2      | 5   |
| 9     | Bahamas              | 2    |       | 2      | 4   |
| 10    | Catar                | 2    |       |        | 2   |
| 10    | Suécia               | 2    |       |        | 2   |
| 12    | França               | 1    | 2     | 1      | 4   |
| 13    | Brasil               | 1    |       | 3      | 4   |
| 14    | Bielorrússia         | 1    |       | 1      | 2   |
| 14    | Colômbia             | 1    |       | 1      | 2   |
| 14    | Itália               | 1    |       | 1      | 2   |
| 14    | Trindade e Tobago    | 1    |       | 1      | 2   |
| 18    | Botswana             | 1    |       |        | 1   |
| 18    | Espanha              | 1    |       |        | 1   |
| 18    | Nova Zelândia        | 1    |       |        | 1   |
| 18    | República Dominicana | 1    |       |        | 1   |
| 18    | Ilhas Turks e Caicos | 1    |       |        | 1   |
| 23    | Austrália            |      | 3     | 2      | 5   |
| 24    | Polónia              |      | 3     |        | 3   |
| 25    | China                |      | 2     | 2      | 4   |
| 26    | Hungria              |      | 2     |        | 2   |
| 27    | Japão                |      | 1     | 1      | 2   |
| 27    | Sérvia               |      | 1     | 1      | 2   |
| 29    | Argentina            |      | 1     |        | 1   |
| 29    | Croácia              |      | 1     |        | 1   |
| 29    | Dinamarca            |      | 1     |        | 1   |
| 29    | Eritreia             |      | 1     |        | 1   |
| 29    | Guiana               |      | 1     |        | 1   |
| 29    | Lituânia             |      | 1     |        | 1   |
| 29    | Seicheles            |      | 1     |        | 1   |
| 29    | Suíça                |      | 1     |        | 1   |
| 29    | Turquia              |      | 1     |        | 1   |
| 38    | Marrocos             |      |       | 3      | 3   |
| 39    | África do Sul        |      |       | 2      | 2   |
| 40    | Arábia Saudita       |      |       | 1      | 1   |
| 40    | Canadá               |      |       | 1      | 1   |
| 40    | Países Baixos        |      |       | 1      | 1   |
| 40    | Uzbequistão          |      |       | 1      | 1   |
| TOTAL | TOTAL                | 44   | 44    | 45     | 133 |

Legenda
| Recorde mundial       | Recorde mundial (World record)               |                       | Recorde africano                      | Recorde africano (African) |                                           | Q | Classificado por posição (Qualified) |
| Recorde do campeonato | Recorde do campeonato (Championship record)  | Recorde da América    | Recorde da América (Americas)         | q                          | Classificado por melhor tempo (Qualified) |   |                                      |
| Melhor marca do ano   | Melhor marca do ano (World leading)          | Recorde asiático      | Recorde asiático (Asian)              | DNS                        | Não largou (Did not start)                |   |                                      |
| Recorde nacional      | Recorde nacional (National record)           | Recorde europeu       | Recorde europeu (European)            | DNF                        | Não terminou (Did not finish)             |   |                                      |
| Recorde pessoal       | Recorde pessoal do atleta (Personal best)    | Recorde da Oceania    | Recorde da Oceania (Oceania)          | DSQ / DQ                   | Desclassificado (Disqualified)            |   |                                      |
| Recorde da temporada  | Recorde da temporada do atleta (Season best) | Recorde sul-americano | Recorde sul-americano (South America) | NM                         | Sem marca (No mark)                       |   |                                      |